# 旗下家奴
旗下家奴是八旗制度中整体地位最低的群体。清朝时期，外八旗人和包衣人均拥有数量不等的旗下家奴，宗室王公之家除府属佐领管领下的包衣外，也有自买之旗下家奴。旗下家奴没有独立的户籍，因户口完全依附于主家户口之内，又称“附户”。其中立有战功者，赏赐开户权利，称“开户人”或“另户”，地位高于一般家奴，但仍明显低于身为“正户”的外八旗人和包衣，也无法彻底脱离与主家的隶属关系。在法律上，他们处在近似于贱民的地位。在一些情况下，当旗下家奴人身权益遭受损害之时，因受到《大清律例》的歧视性对待，基本难以得到公平的裁决。

## 简介
旗下家奴的来源可能以汉人为主，早期也曾在汉语文献中被称作包衣。顺治末年，随着包衣组织在八旗制度内的完善，为避免混乱，异姓贵族、未入八分宗室和一般旗人的私家包衣在汉语中改称为旗下家奴。旗下家奴的来源主要有两大部分，一部分是来自关外时期的“陈奴仆”，另一部分为清军入关后的投充之人、被圈地的民户、购买的奴仆、战争掠夺的人口和罪犯家属等。也有出身王府侍婢所生庶子的闲散宗室因府内生活拮据被卖与旗人官员为旗下家奴的特殊案例。前期，旗人拥有家奴的比例甚高。根据曾被后金俘虏的朝鲜大臣李民寏目睹，当时即便一般旗兵之家也拥有家奴四、五人。大臣则百倍、甚至千倍于此，如权臣索额图家，仅其子阿尔吉善就有家人541口。此外，年羹尧、福长安、曹頫等大臣在被查抄家产之时都有数以百计家仆的统计。旗下家奴由于广泛存在于旗人贵族、官兵之家以及旗地屯庄之中，其总体数量已远远超越八旗之内其他群体的人口数。顺治五年编审，家奴男丁曾一度占八旗男丁总数的63%，此后开始逐渐减少，但至雍正初年，仍有男丁20多万，占八旗男丁总数的三分之一多。旗下家奴的人口并不稳定，一些人因为无法忍受压迫而逃亡，但之后还会有新的战争俘获者等加入，所以人口浮动较大。然而，自康熙朝以后，八旗开始出现生计问题。许多旗兵选择出卖家奴，还有一部分家奴因立有战功而另行开户。到了乾隆四十年的时候，大量旗兵已不再拥有奴仆。
旗下家奴的工作主要是充当主人的随役。由于清兵入关之后，旗兵成为职业兵或后备兵，失去生产职能，而这一部分正好由家奴承担。他们主要充当家中仆役，如果在官宦之家还可以担任家中管事、帮助协理公务。此外，他们还替主人经营各类生意、从事耕种、收租等业务，遇有征战时以主人随丁之身份助战。旗下家奴也被统治者视为八旗兵源之一，所以清廷还会直接征召家奴以旗兵的身份从军作战，但需征得其主人同意。在三藩之乱初期图海平定察哈尔、雍正、乾隆年间用兵准噶尔等战争中以旗兵和帮丁身份从军的旗下家奴都起到过重要作用。同旗兵一样，他们也有很多人战死疆场。旗下家奴立下战功者，可赏赐开户权，脱离奴仆身份另立户口，但朝廷需向其主家赔偿该奴仆的“身价银”。开户人的地位难以与身为“正户”的外八旗人和包衣相提并论，而且也难以与主家彻底脱离从属关系。他们有成为旗兵的资格，但只能选择旗兵种类中等级最低、满洲、蒙古旗人不屑于担任的步甲，且一度在步军营中达到了71%的比例。雍正三年以前，内府包衣的家奴尚可挑选马甲，此后，仅满洲旗下的历年久远、最为资深、骑射优异的陈奴仆在无人递补兵缺之时，才有资格被选为马甲，陈奴仆立战功者还有机会被赐予做官的权利。在道光朝以后，由于八旗生计困难、旗下家奴数量的减少，许多步甲兵额又重新被正身旗人所占据。
旗下家奴与八旗中的其他人群在法律地位上有着良贱之别。原则上，他们无法参加科举、捐官；也不能与外八旗人和包衣人通婚。一般旗人杀死旗下家奴，仅受枷号和鞭刑，若与被杀死家奴的主人无亲戚关系，还需赔偿奴仆一人；汉人良民若杀死旗下家奴，也会按原罪行减一等判处。謀殺由斩监侯减等至绞监侯，误杀则可以由绞监侯减等脱去死罪。而旗下家奴若杀死良民，则按本来罪名从重判罚。不过，由于他们身在旗籍之内，还是会因此享有一定特权。比如，旗下家奴若犯徒刑，可按正身旗人例改为以枷号、鞭刑来折抵；若犯充军或流放，则转发驻防旗下为奴。其中武功优异者、立有战功者还可以根据其才能、功劳的大小折抵罪行。这些目的都是为了保障旗下家奴为主家的服役以及八旗军事力量的储备不受损失。
虽然旗下家奴在法律上地位低下，常常招致非人待遇，但在实际生活交往中也不乏往来融洽的例子。例如，被发配至东北「给披甲人为奴」中，有知识之人就颇为当地旗兵所敬重，很多还被聘为先生以教授子弟。京郊营房的随丁也与营房旗人相处十分融洽，他们世代来往紧密，以至于不再被营房旗人视为是家奴。其中的忠耿之人还颇得尊重，即便主家晚辈见了也要执以长辈之礼待之。所以许多旗下家奴在实际的人际交往中，并不一定处在家奴的状态。此外，在极个别情况下，也有家奴甚至因主家势力的强大而跻身富奴、豪奴的地位。其中最为知名的例子当属和珅家人刘全。
与汉军旗人大多数融入满族不同，旗下家奴，尤其是东北的“随旗人”，大都选择认同汉族。一方面，出身于八旗制度下的他们虽然具有旗人的心态，也对祖先入旗存在一定自豪感，但由于本身来源于汉人和长期在旗制内受到区别对待而始终难以对满族产生心甘情愿的认同，在家谱上也不像汉军旗人一样将祖籍附会为长白山。随旗人的那种“满洲一完了，咱还写汉族”的想法也展现出了一部分旗下家奴为了既得利益投充旗下的心态。